# R&F (홍콩)
R&F (홍콩)(중국어: 富力（香港）足球有限公司, 영어: R&F (Hong Kong) Soccer Limited)은 광저우를 연고로 하는 중국의 축구단이었다. 2016년부터 2020년까지 홍콩 프리미어리그에 참가하였다. R&F 홍콩은 광저우 푸리의 위성구단이었다.
R&F는 "Rich" (富) and "Force" (力)의 줄임말이다.